# Polígono industrial de Areta
El Polígono Industrial de Areta es un polígono industrial situado en el término municipal de Huarte/Uharte, en Navarra, España.

## Geografía
Cruza el polígono de este a oeste la calle Altzuzate (Calle A) , que viene del casco urbano de Huarte/Uharte hasta el de Sarriguren, y de norte a sur la calle Olaz-Chipi (Calle C), que va desde el casco urbano de Villava/Atarrabia hasta el de Olaz/Olatz.

## Empresas importantes
En Areta se encuentran los Laboratorios Cinfa S.A, en la calle C, el Hotel Don Carlos, también en la calle C, los autocares Artieda, en la calle A y Ulzama Digital, también en la calle A.